# كارمن كلاشكا
كارمن كلاشكا (بالألمانية: Carmen Klaschka) مواليد 8 يناير 1987 في ميونخ، ألمانيا الغربية، هي لاعبة كرة مضرب ألمانية سابقة. أعلى تصنيف لها في الفردي كان 167. أعلى تصنيف لها في الزوجي كان 125.

## النهائيات

### الفردي (3–5)
| الحصيلة | الرقم | التاريخ        | الدورة                | الأرضية | المنافس         | النتيجة        |
| ------- | ----- | -------------- | --------------------- | ------- | --------------- | -------------- |
| الفوز   | 1.    | 31 أكتوبر 2005 | ستوكهولم، السويد      | صلبة    | جوانا لارسون    | 6–3, 6–3       |
| الفوز   | 2.    | 30 أكتوبر 2006 | إردينغ، ألمانيا       | سجاد    | جوليا جورجيس    | 6–4, 1–0, ret. |
| الوصافة | 1.    | 13 نوفمبر 2006 | مدينة مكسيكو، المكسيك | ترابية  | إيفون موسبرغر   | 3–6, 4–6       |
| الوصافة | 2.    | 22 يناير 2007  | كابريولو، إيطاليا     | سجاد    | ماريت أني       | 6–2, 1–6, 1–6  |
| الوصافة | 3.    | 2 أبريل 2007   | بوتينيانو، إيطاليا    | صلبة    | ماريت أني       | 6–7(8–10), 4–6 |
| الوصافة | 4.    | 2 يوليو 2007   | شتوتغارت، ألمانيا     | ترابية  | ستيفاني جاهرلين | 3–6, 6–7(7–9)  |
| الوصافة | 5.    | 28 يوليو 2008  | باد زاولغاو، ألمانيا  | ترابية  | لوسي هراديكا    | 1–6, 6–4, 4–6  |
| الفوز   | 3.    | 18 أغسطس 2008  | ويستاند، بلجيكا       | صلبة    | فلورنسا هارينغ  | 4–6, 6–4, 6–4  |

## روابط خارجية
- كارمن كلاشكا على موقع رابطة محترفات التنس (الإنجليزية)
- كارمن كلاشكا على موقع الاتحاد الدولي لكرة المضرب (الإنجليزية)